# Неделька (Марий Эл)
 Неделька  — опустевшая деревня в Советском районе Республики Марий Эл. Входит в состав Кужмаринского сельского поселения.

## География
Находится в центральной части республики Марий Эл на расстоянии приблизительно 12 км по прямой на север от районного центра посёлка Советский.

## История
Деревня образовалась в начале XIX века. В 1836 году здесь значились 7 дворов, в них проживали 74 человека. В 1891 году в Недельке в 42 домах проживали 263 человека, в 1922 году в деревне было 72 хозяйства и 454 жителя. В 1949 года здесь насчитывалось 45 хозяйств, а в 1963 году значилось 23 дома, в 1985 4. В 1986 году деревня была исключена из учётных данных.

## Достопримечательности
Известен местный родник с целебной водой, который каждый год 21 июля, в праздник иконы Казанской Божией Матери, является местом паломничества.

## Население
Население не было учтено как в 2002 году, так и в 2010.